# Annette Unger
Annette Unger, geborene Börner, (* 28. Mai 1962 in Dresden) ist eine deutsche Geigerin und Hochschullehrerin.

## Leben und Wirken
Annette Unger wurde als Tochter der Flötistin und Hochschullehrerin Ruth Börner (1936–2017) und des Komponisten, Kantors und Kapellmeisters Hans Börner geboren und begann im Alter von sechs Jahren mit dem Violinspiel. Nach dem Besuch der Dresdner Spezialschule für Musik studierte sie bei Karl Unger (Mitglied der Sächsischen Staatskapelle Dresden) an der Hochschule für Musik Carl Maria von Weber Violine und Kammermusik. Nach dem Diplomabschluss erhielt sie dort einen Lehrauftrag und wurde 1992 Professorin für Violine.
Unger konzertiert als Solistin und Kammermusikpartnerin in Europa, Japan und Korea und arbeitete unter anderem zusammen mit der Staatskapelle St. Petersburg, den Dresdner Kapellsolisten, den Landesbühnen Sachsen, der Elbland Philharmonie Sachsen, dem Orchester des Theaters Lüneburg mit Dirigenten wie Ekkehard Klemm, Helmut Branny, Klaus Zoephel, Urs Theus und Hans Börner. Sie gastierte außerdem bei Festivals wie den Dresdner Musikfestspielen, dem Festival Dreiklang, Mitte Europa und beim Mozartfest Würzburg und bei den Schubertiaden Schnackenburg.
Seit 1994 ist sie Mitglied der Dresdner Kapellsolisten und war gemeinsam mit diesem Ensemble Preisträgerin des ECHO Klassik 2010.
Neben ihrer Lehrtätigkeit in Dresden hält Unger regelmäßig Meisterkurse in Deutschland, Tschechien, Italien, der Schweiz und den USA. Zur Förderung des künstlerischen Nachwuchses gründete sie 1999 die Internationale Musikakademie Meißen e.V.
Sie wirkte zudem als Jurorin bei internationalen Wettbewerben wie beim Königin Sophie Charlotte Wettbewerb des Festivals der Künste in Mirow, bei Live Music Now, beim Anton-Rubinstein-Wettbewerb in Dresden, dem Max-Bruch-Wettbewerb in Köln. Beim Internationalen Wettbewerb „Szymon Goldberg“ für Violine und Viola Meißen ist sie seit 2008 die Künstlerische Leiterin und Juryvorsitzende.
Von 1989 bis 2019 war sie mit Karl Unger (†) verheiratet.

## Vorträge und Veröffentlichungen
Von Annette Unger erschienen Veröffentlichungen im Schott-Verlag, bei Artama – Zentralhaus Publikation und der ESTA.

## Diskografie
CDs mit Annette Unger sind bei den Labels Genuin classics und Sächsische Tonträger mit Werken vom Barock bis zur Moderne erschienen.